# Anchichoerops
Anchichoerops is een monotypisch geslacht van straalvinnige vissen uit de familie van lipvissen (Labridae). Het geslacht is voor het eerst wetenschappelijk beschreven in 1927 door Barnard.

## Soort
- Anchichoerops natalensis (Gilchrist & Thompson, 1909)